# Йоганн VII (граф Нассау-Зігенський)
Йоганн VII (нім. Johann VII., 7 червня 1561—27 вересня 1623) — граф Нассау-Зігенський, син графа Йоганна VI Нассау-Ділленбурзького та Єлизавети Лейхтенберзької.

## Біографія
Йоганн народився 7 червня 1561 року в Ділленбурзі. Він був другою дитиною в родині графа Нассау Йоганна IV та його першої дружини Єлизавети Лейхтенберзької. Його старшим братом був Вільгельм Людвіг. Після Йоганна в сім'ї з'явилося ще десятеро дітей. Мати померла при пологах у 1579 році. Завдяки наступним шлюбам батька у Йоганна було ще дев'ятеро братів та сестер.
Вперше Йоганн одружився двадцятирічним юнаком. Його нареченою була 23-річна Маґдалена фон Вальдек. Весілля відбувалось у Ділленбурзькому замку 9 грудня 1581. Подружжя провело разом сімнадцять років і мало дванадцять дітей.
Маґдалена померла у серпні 1599 року. Через чотири роки, 27 серпня 1603 року Йоганн взяв наступний шлюб і повінчався із Маргаритою Гольштейн-Зондербург-Пльонською. Разом у них народилося тринадцятеро дітей.
1607 року він успадкував від батька графство Нассау-Зігенське.

## Сім'я
Дружина — Магдалена фон Вальдек
Діти:
- Йоганн Ернст (1582—1617) — граф Нассау-Зігенський, венеціанський генерал.
- Йоганн VIII (1583–1638) — граф Нассау-Зігенський, одружений з Ернестіною Йоландою де Лінь, мав сина і двох доньок.
- Єлизавета (1584–1661) — одружена із графом Крістіаном Вальдек-Віндунген, мала численних нащадків.
- Адольф (1586–1608) — граф Нассау-Зігенський, помер у 22 роки.
- Юліана (1587–1643) — одружена з ландграфом Гессен-Кассельським Моріцем, мала 14 дітей.
- Анна Марія (1589–1620) — одружена з графом Фалькенштайн унд Лімбург Йоганном Адольфом, мали єдиного сина.
- Йоганн Альбрехт (1590–1593) — помер у ранньому віці.
- Вільгельм (1592—1642) — граф Нассау-Зігенський, одружений з Крістіною Ербахською, мав сімох дітей.
- Анна Йоганна (1594–1636) — одружена з графом Бредероде Яном Вольфердусом, мала сина і трьох доньок.

- Фрідріх Людвіг (1595–1600) — помер у ранньому віці.
- Маґдалена (1596–1661) — була двічі одружена.
- Йоганн Фрідріх (1597) — помер у ранньому віці.

Дружина —  Маргарита Гольштейн-Зондербург-Пльонська
ДІти:

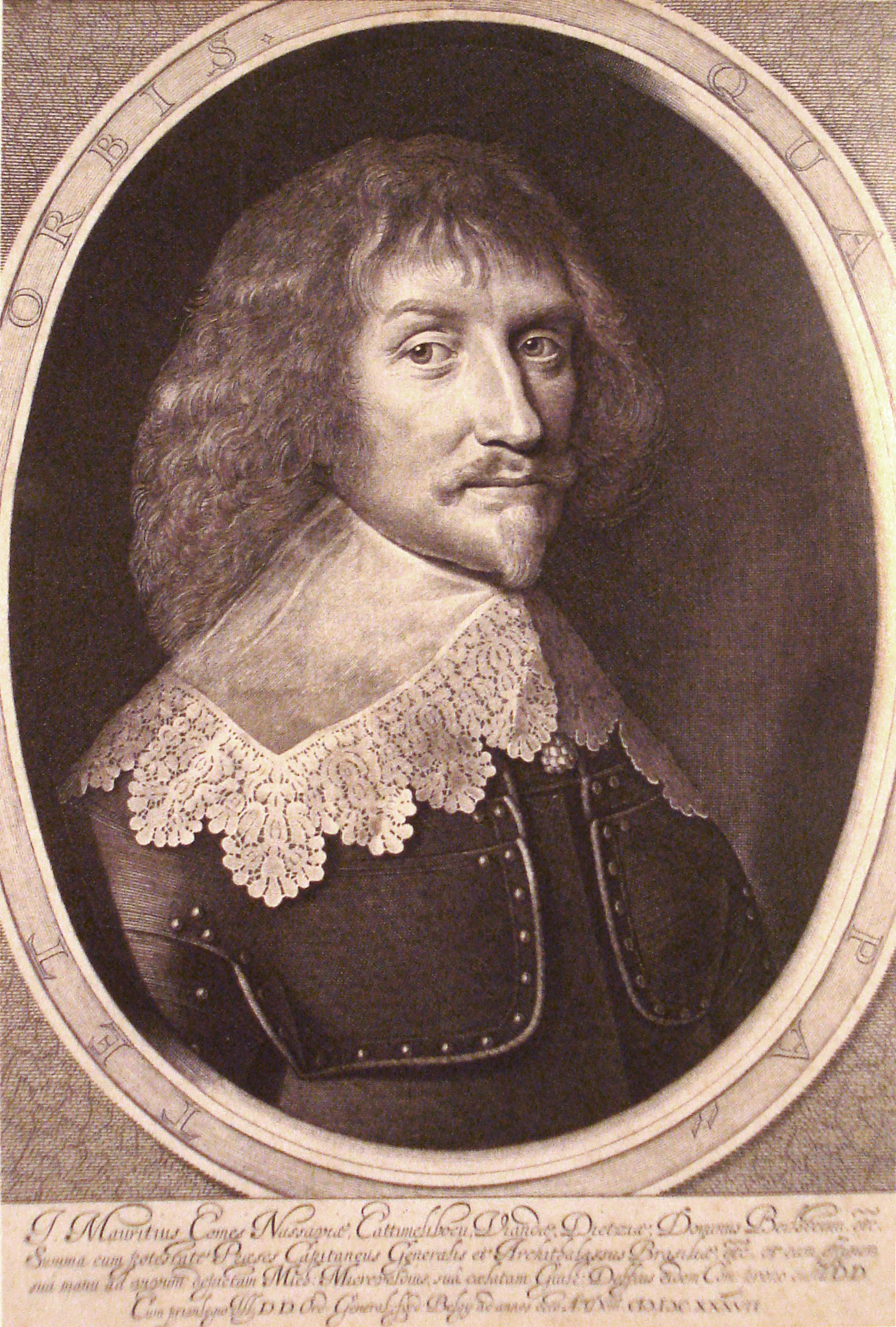
Син Йоганн Моріц

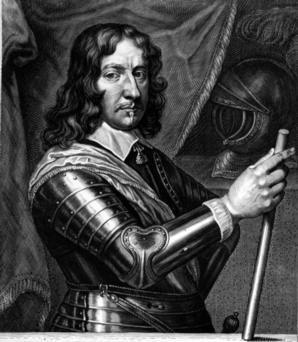
Син Генріх

- Йоганн Моріц (1604–1679) — граф Нассау-Зігенський, голландський фельдмаршал
- Георг Фрідріх (1606–1674) — принц Нассау-Зігенський, одружений з Маурицією Португальською.
- Вільгельм Отто (1607—1641) — військовик на голландській службі.

- Луїза Крістіна (1608–1685) — одружена з маркізом Філіппом Франсуа де Воттвілем, мала єдиного сина.
- Софія Маргарита (1610–1665) — одружена з графом Георгом Ернстом Лімбурзьким.

- Генріх (1611–1652) — граф Нассау-Зігенський, одружений з Єлизаветою Лімбурзькою, мав двох синів і двох доньок.
- Марія Юліана (1612–1665) — одружена з герцогом Саксен-Лауенбурзьким Францем Генріхом.
- Амалія (1613–1669) — одружена з Германом Врангелем, а після його смерті — з Крістіаном Августом Зульцбаським, мала сімох дітей від першого шлюбу і п'ять від другого.
- Бернхард (1614–1617) — помер у ранньому віці.
- Крістіан (1616–1644)
- Катерина (1617–1645)
- Йоганн Ернст II (1618–1639)
- Єлизавета Юліана (1620–1665) — одружена з графом Бернхардом Сайн-Віттгенштайнським.